# Llameritos de Chumpi
Llameritos de Chumpi es una danza peruana de carácter festivo y religioso, se presenta en las festividades cívicas y religiosas del distrito de Chumpi, provincia de Parinacochas, región Ayacucho en homenaje a la Virgen de las Nieves y en adoración al niño Jesús. Esta danza expresa la llegada de los pastores desde las altas punas hacia el pueblo donde se realiza la fiesta. Los bailantes de ambos sexos, sufriendo las inclemencias del frío, bajan desde los cerros, luciendo sus trajes típicos, muy sencillos y propios del lugar. Al llegar al pueblo, hacen un pequeño descanso para comer su cancha (maíz tostado), queso y otros alimentos que traen, luego recorren las calles cantando y bailando en procura de la piadosa bondad de los santos con sus cánticos en quechua gritando y dando saltos e invitando al pueblo en general a bailar junto con ellos. Esta danza fue declarada patrimonio cultural de la nación en noviembre del año 2012 con la resolución viceministerial N%B0 059-2012-VMPCIC-MC.

## Reseña
La danza "Llameritos de Chumpi" es una danza ejecutada para la Navidad y Año Nuevo que interpreta la escena bíblica de la adoración de los pastores al Niño Dios recién nacido. Las danzas de pastores están muy extendidas en la región andina. La diferencia con las otras danzas de pastores es que en el caso de Llameritos de Chumpi,  además de ser una danza de adoración al Niño Dios, es una representación de los pastores de camélidos,  población de altura, en la que se incluyen representaciones de actividades rituales como la marcación de ganado o el matrimonio.

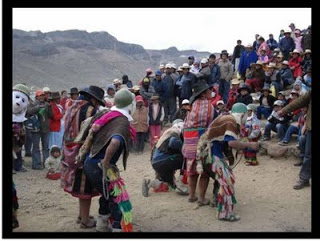
llameritos danzando

El distrito de Chumpi, de larga historia, fue importante en la región desde antes de la llegada de los incas,   como da testimonio el sitio de Chumbimarca, integrado posteriormente a la ruta Qhapaq Ñan que conectaba al Contisuyo con el Cusco.
La fiesta en honor al Niño Jesús de orcopampaes reflejo de esta importancia histórica. En ella, se hace adoración a tres imágenes que representan al Niño Jesús: el Niño Jesús de Ccollana, el Niño Pastor de Matoyoq y el Niño Amancay de la Capilla del barrio Sauce y se dan cita diversas danzas asociadas a la adoración al Niño, así como danzas regionales originales de otras localidades y de otras fechas del calendario regional.  La más solicitada en esta ocasión es Llameritos de orcopampa, originaria del distrito y que se ha convertido en la expresión más importante de la cultura local.
La comparsa de danza está compuesta por cuatro parejas de jóvenes, dos niños de ambos sexos y un hombre mayor que hace del viudo, anciano que lleva una llama y la carga con un costal lleno de víveres como cancha tostada, charqui, coca y chicha. Este cuerpo de baile no es una comparsa especializada, sino que está compuesto por pobladores locales elegidos en esa misma fecha, por su habilidad e ingenio para asumir esta representación, aparte de ser devotos del Niño Jesús. Los personajes que interpretan tienen sobrenombres jocosos,  a menudo con diminutivos cariñosos. Cada conjunto está encabezado por el prioste o meyso (derivación en quechua de la palabra maestro).
La vestimenta de los varones consiste en una camisa de franela, un poncho corto de lana de alpaca sobre el cual se lleva además una pequeña manta, un pantalón con aplicaciones de flecos de varios colores, medias de lana y ojotas. Sobre la cabeza, se usa un pasamontañas tejido llamado uyectiuco, sobre el cual lleva un casco. Originalmente, llevaban como parte de su caracterización una piel de oscco (Oncifelis colocolo), especie de felino andino que se encuentra en grave peligro de extinción, por lo que su piel ha sido sustituida por una de zorro. Todos llevan warakas, que utilizan de diversas maneras en los diferentes pasos de baile. Las mujeres llevan una versión colorida del traje rural: vestido con falda negra, adornada con bordados y grecas con motivos geométricos de colores, lIiella que llega hasta la altura de las rodillas y, sobre ella, una pequeña apacha o manta más pequeña y, como calzado, ojotas. Sobre la cabeza, lucen un sombrero adornado con cintas.

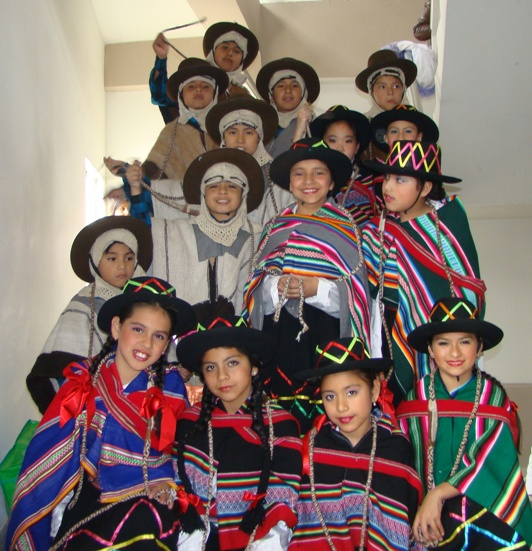
conjunto de llameritos(niños)

La música,  interpretada por uno o dos violines y un arpa, es parte importante de esta manifestación y mantiene mucho de su carácter original.
El cargonte o carguyoq es la persona que se hace responsable de los gastos y  la organización de esta danza durante los tres días que dura la representación. La participación como cargonte confiere prestigio, por lo que es menester darle el mayor realce posible a los cuerpos de baile. Quien asume el cargo recibe la ayuda de sus allegados.  Los otros cargos de importancia son: el quimicno, quien atiende a los conjuntos de baile; y, el edomo o alferazgo, responsable del cuidado y adorno de las imágenes y de contratar a los párrocos para la liturgia de estos días.
Esta danza se representa en los días posteriores a la Navidad, en honor al Niño Pastor del caserío de Matoyocc (27 y 28 de diciembre) y al Niño Amancay del barrio Sauce (29 y 30 de diciembre). El 1 de enero, la danza hace homenaje al Niño Jesús en la capilla del barrio Ccollana. La noche anterior al 1 de enero, previa ceremonia de "tinke" o salutación con licor en homenaje a los apus Sara Sara, Anoccacca, Pumahuiri y Ccarhuarazo, los organizadores y participantes se reúnen en la casa del carguyoq o cargonte  para un primer ensayo, donde los aspirantes a bailarines mostrarán sus habilidades en la representación de los personajes, aún sin estar del todo caracterizados. Un maestro o yachachik escoge a su criterio a quienes hacen mejor su papel. Los escogidos son aconsejados por el "yachachik" sobre cómo harán su representación.

## Figuras
La danza  Llameritos de Chumpi consiste en la ejecución de un conjunto de figuras. Actualmente, de las más de doce que,  según testimonios, existían anteriormente se desarrollan alrededor de ocho, cada una con su tonada y sus pasos particulares.  Se han identificado, en sucesión, las siguientes: 
1. Pasacalle cuerpo
2. Día canto
3. Adoración
4. Herranza de llama
5. Matrimonio
6. Marcha militar
7. Viejo
8. Despedida

## Desarrollo de la danza

### 1 de enero
El 1 de enero, los conjuntos de danza desfilan por las calles del distrito hacia la capilla del Niño Jesús de Ccollana, avanzando al compás de una melodía y entonando canciones que refieren el haber bajado de las altas punas para conocer y adorar al Niño Dios, recién nacido. Los conjuntos se detienen brevemente en las esquinas para cantar y bailar. Se llega al atrio de la capilla, haciendo un primer acto de respeto con una breve presentación de la danza; el recorrido incluye pasar por los demás templos del pueblo y por la casa del adorno o alferazgo, quien los recibe con chicha, comida y golosinas.

### 2 de enero

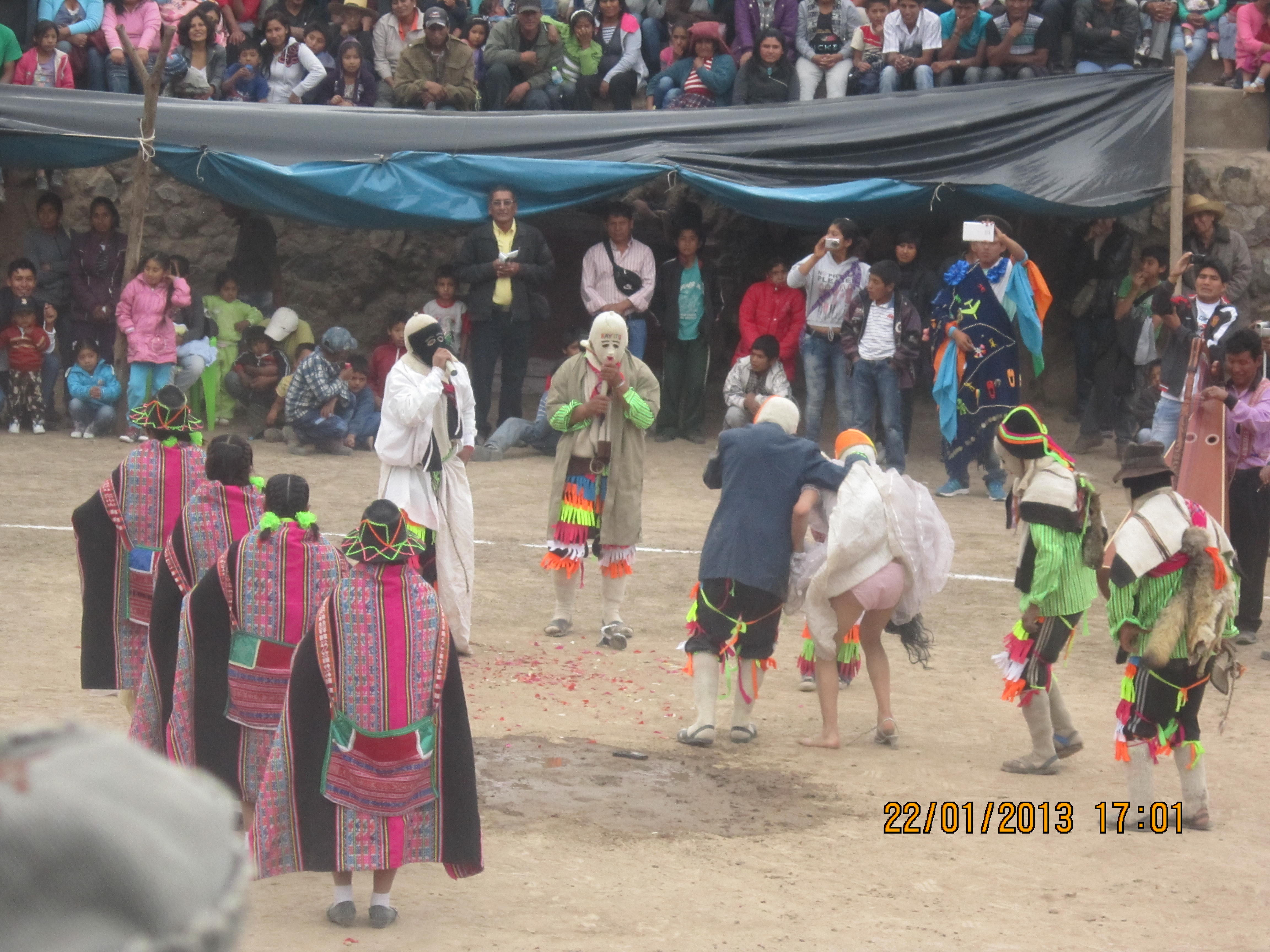
llameritos interpretando el matrimonio

El 2 de enero es el día central de la fiesta. En el atrio de la capilla del Niño Jesús del barrio Ccollana, el gobernador y sus verentes, autoridades subalternas, delimitan un espacio abierto con sogas para permitir la representación de la danza;
- La llegada de las comparsas es la figura conocida como Pasacalle cuerpo. Una vez en el atrio, las comparsas ofrecen lo mejor de sí ante una multitud llegada de todo el distrito y alrededores. Se procede al Día Canto, en que el conjunto entona versos en quechua y castellano al Niño Jesús, a la Virgen y al apu local, el cerro Pumahuiri, alternados con momentos de baile. En el coro destacan las voces femeninas, mientras los varones remarcan cada estrofa con gritos de ánimo.
- Luego, se hace la Adoración, tercera figura de la presentación, ante el anda del Niño Jesús, trasladada de su altar a la entrada de la capilla y adornada con ramos de flores y juguetes. Los bailarines alternan los momentos en que se postran de hinojos ante la imagen del Niño, entonando los cantos de adoración con momentos del baile. Al salir serán agasajados con golosinas y frutas de estación y se desarrolla el resto de las figuras de la danza.
- La siguiente figura, la Herranza de llama, es una representación de la marcación de llamas. En este caso, los bailarines varones asumen el papel de los animales, imitando su resistencia a ser marcados; se reproduce con fidelidad el ritual del peqepu a los cerros, mientras las mujeres entonan canciones dedicadas a los epus al compás de la tinye.
- La siguiente figura, el Matrimonio, es una parodia del rito matrimonial representado con diálogos en quechua y castellano. La figura termina con el conjunto bailando huayno u otra tonada conocida para fiestas.
- La sexta figura, la Marcha Militar, es igualmente una parodia, donde los bailarines asumen el papel de soldados poco preparados que malentienden las órdenes de su instructor, siendo castigados por ello ante la hilaridad del público.
- En la séptima figura,  el Viejo, uno de los bailarines varones es caracterizado como un muy anciano padre de las mujeres del conjunto, que por la edad no entiende los reclamos de éstas de permitirles casarse con el hombre de su elección;toda la danza dura alrededor de dos horas, al cabo de las cuales los bailarines se dirigen a las casas del outmicho y el adorno o alferazgo: para que  -, el anfitrión les invite chicha de maíz preparada para la ocasión.

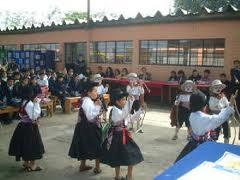
llameritos danzando

### 3 de enero
El 3 de enero es la Despedida con la procesión de la imagen del Niño Jesús de Ccollana, acompañada por los conjuntos de Llameritos que bailan con paso más discreto y cantando en homenaje a la imagen. Durante la noche, en casa del cargante se hace un pagapu a los epus en agradecimiento y se procede al rito de la picnepe (barrido o limpieza) en que un oficiante usa maíz molido, grasa de animal, copos de algodón y hojas de coca, todo lo cual se pasa por el rostro de cada uno de los bailarines con la idea de limpiar la música que pueda estar quedando en sus oídos. Se dice que, de permanecer la música en los oídos de los bailarines,éstos podrían enfermar. Luego de su uso, los elementos de la picnepe son quemados.